# Canton de Chauffailles
Le canton de Chauffailles est une circonscription électorale française située dans le département de Saône-et-Loire et la région Bourgogne-Franche-Comté.

## Géographie
Ce canton est organisé autour de Chauffailles dans l'arrondissement de Charolles. 

## Histoire
- De 1833 à 1848, les cantons de Chauffailles et de La Clayette avaient le même conseiller général. Le nombre de conseillers généraux était limité à 30 par département.

- Par décret du 18 février 2014, le nombre de cantons du département est divisé par deux, avec mise en application aux élections départementales de mars 2015. Le canton de Chauffailles est conservé et s'agrandit. Il passe de 11 à 39 communes[4].

## Représentation

### Conseillers d'arrondissement (de 1833 à 1940)
| Période                                  | Période      | Identité                                      | Étiquette       | Qualité |
| ---------------------------------------- | ------------ | --------------------------------------------- | --------------- | --- |
| 1833                                     | 1836         | Étienne Burthier neveu                        | Constitutionnel | Propriétaire à Saint-Maurice                                                                                |
| 1836                                     | 1839         | Frédéric Ravier                               |                 | Maire de Chauffailles                                                                                       |
| 1839                                     | 1842         | M. Odin                                       |                 | Propriétaire à Mussy-sous-Dun                                                                               |
| 1842                                     | 1848         | Étienne Burthier                              |                 | Propriétaire, maire de Saint-Maurice                                                                        |
| 1848                                     | 1852         | François Berthelier                           |                 | Rentier à Chauffailles                                                                                      |
| 1852                                     | 1855         | Louis Sabatin                                 |                 | Négociant, propriétaire à Chauffailles                                                                      |
| 1855                                     | 1861         | André Delamarre                               |                 | Manufacturier à Chauffailles                                                                                |
| 1861                                     | 1871         | Charles Ferdinand Eugène Chignier (1822-1886) |                 | Notaire à Chauffailles                                                                                      |
| 1871                                     | 1880         | Claude Louvier                                | Conservateur    | Conseiller municipal de Chauffailles                                                                        |
| 1880                                     | 190.         | Antoine Dubreuil                              |                 | Notaire, maire de Saint-Maurice-lès-Châteauneuf (1893-?)                                                    |
| 190.                                     | 1904         | François Lacombe                              | Radical         | Propriétaire, maire de Chauffailles                                                                         |
| 1904                                     | 1907         | Jean-Marie Desmurger (1873-1931)              | Radical         | Maçon, maire de Mussy-sous-Dun                                                                              |
| 1907                                     | 1925 (décès) | Robert Hérard (1859-1925)                     | Libéral         | Maire de Chassigny-sous-Dun                                                                                 |
| 1925                                     | 1940         | Claude Péguet (1877-1943)                     | Républicain     | Médecin à Chauffailles                                                                                      |
| 1940                                     |              |                                               |                 | Les conseils d'arrondissement ont été suspendus par la loi du 12 octobre 1940 et n'ont jamais été réactivés |
| Les données manquantes sont à compléter. |              |                                               |                 | |

### Conseillers généraux de 1833 à 2015
| Période | Période          | Identité                        | Étiquette              | Qualité                                                                                           |
| ------- | ---------------- | ------------------------------- | ---------------------- | ------------------------------------------------------------------------------------------------- |
| 1833    | 1837             | Marquis Étienne-Gilbert de Drée | Centre gauche          | Propriétaire à Curbigny Député (1815, 1828-1837)                                                  |
| 1837    | 1848             | Augustin Lacroix                | Républicain            | Propriétaire Maire de La Clayette Député (1842-1846, 1848-1849, 1869-1870)                        |
| 1848    | 1852             | Auguste Goyne                   |                        | Propriétaire à Saint-Germain-la-Montagne                                                          |
| 1852    | 1861             | Jean-Louis Sabatin              |                        | Négociant adjoint au maire de Chauffailles                                                        |
| 1861    | 1873 (démission) | Auguste Goyne                   |                        | Propriétaire du château et maire de Chauffailles (1861-1870)                                      |
| 1873    | 1874             | André Paul Gensoul              |                        | Ingénieur civil maire de Châteauneuf                                                              |
| 1874    | 1904             | Louis Rémy Guyot (1835-1921)    | Républicain            | Notaire maire de Chauffailles                                                                     |
| 1904    | 1924 (décès)     | François Lacombe                | Rad.                   | Propriétaire, maire de Chauffailles, conseiller d'arrondissement                                  |
| 1924    | 1928             | Lucien Desigaud                 | Républicain            | Industriel à Chauffailles                                                                         |
| 1928    | 1940             | Léon Corneloup (1879-1945)      | URD                    | Minotier Maire d'Anglure-sous-Dun (1908-1923 et 1925-1944) Nommé conseiller départemental en 1942 |
|         |                  |                                 |                        |                                                                                                   |
| 1945    | 1951             | Albert Gorce                    | SFIO                   | Imprimeur Maire de Chauffailles (1945-1965) Président du conseil général (1946-1949)              |
| 1951    | 1970             | Joseph Rochigneux               | MRP puis DVD           | Propriétaire du château de Barnay à Saint-Martin-de-Lixy                                          |
| 1970    | 1988             | Robert Trouillet                | SFIO puis MRG puis DVD | Assureur Maire de Chauffailles (1971-1977)                                                        |
| 1988    | 2008             | Jean Lautrey                    | DL puis UMP            | Receveur des Postes retraité Maire de Coublanc (1971-2008)                                        |
| 2008    | 2015             | Marie-Christine Bignon          | MPF                    | Chef d'entreprise Maire de Chauffailles (2001-2020)                                               |

### Conseillers départementaux à partir de 2015
| Période élective | Période élective | Mandat | Mandat   | Identité               | Nuance | Nuance | Qualité |
| ---------------- | ---------------- | ------ | -------- | ---------------------- | ------ | ------ | --- |
| 2015             | 2021             | 2015   | 2021     | Marie-Christine Bignon |        | LR     | Chef d'entreprise Maire de Chauffailles (2001-2020) Présidente de la Communauté de communes jusqu'en 2020 6e vice-présidente - Logement, habitat et politique de la ville |
| 2015             | 2021             | 2015   | 2021     | Arnaud Durix           |        | LR     | Chargé de mission à la Ville de Mâcon Maire de Saint-Symphorien-des-Bois (depuis 2014)                                                                                    |
| 2021             | 2028             | 2021   | en cours | Arnaud Durix           |        | LR     | Conseiller sortant 11ème Vice-Président du conseil départemental |
| 2021             | 2028             | 2021   | en cours | Cécile Martelin        |        | DVD    | Adjointe au maire de Chauffailles |

### Résultats détaillés

#### Élections de mars 2015
Lors des élections départementales de 2015, le binôme composé de Marie-Christine Bignon et Arnaud Durix (Union de la Droite) est élu au premier tour avec 53,79 % des suffrages exprimés, devant le binôme composé de Jacqueline Bramant et Fabrice Dejoux (DVG) (23,79 %). Le taux de participation est de 53,76 % (8 481 votants sur 15 775 inscrits) contre 50,75 % au niveau départemental et 50,17 % au niveau national.

#### Élections de juin 2021
Le premier tour des élections départementales de 2021 est marqué par un très faible taux de participation (33,26 % au niveau national). Dans le canton de Chauffailles, ce taux de participation est de 34,26 % (5 248 votants sur 15 317 inscrits) contre 32,7 % au niveau départemental. À l'issue de ce premier tour,  le binôme constitué de Arnaud Durix et Cécile Martelin (DVD , 80,58 %), est élu avec 80,58 % des suffrages exprimés.

## Composition

### Composition avant 2015
Le canton de Chauffailles regroupait 11 communes.
| Nom                           | Code Insee | Codepostal | Superficie (km2) | Population (dernière pop. légale) | Densité (hab./km2) |
| ----------------------------- | ---------- | ---------- | ---------------- | --------------------------------- | ------------------ |
| Chauffailles (chef-lieu)      | 71120      | 71170      | 22,63            | 3 818 (2012)                      | 169                |
| Anglure-sous-Dun              | 71008      | 71170      | 7,00             | 173 (2012)                        | 25                 |
| Chassigny-sous-Dun            | 71110      | 71170      | 13,28            | 587 (2012)                        | 44                 |
| Châteauneuf                   | 71113      | 71740      | 1,34             | 120 (2012)                        | 90                 |
| Coublanc                      | 71148      | 71170      | 8,76             | 892 (2012)                        | 102                |
| Mussy-sous-Dun                | 71327      | 71170      | 10,00            | 355 (2012)                        | 36                 |
| Saint-Edmond                  | 71408      | 71740      | 10,38            | 368 (2012)                        | 35                 |
| Saint-Igny-de-Roche           | 71428      | 71170      | 7,94             | 737 (2012)                        | 93                 |
| Saint-Martin-de-Lixy          | 71451      | 71740      | 4,19             | 89 (2012)                         | 21                 |
| Saint-Maurice-lès-Châteauneuf | 71463      | 71740      | 10,84            | 587 (2012)                        | 54                 |
| Tancon                        | 71533      | 71740      | 9,48             | 569 (2012)                        | 60                 |

### Composition depuis 2015
Le canton de Chauffailles regroupe désormais 39 communes.
| Nom                                  | Code Insee | Intercommunalité                         | Superficie (km2) | Population (dernière pop. légale) | Densité (hab./km2) | Modifier                                    |
| ------------------------------------ | ---------- | ---------------------------------------- | ---------------- | --------------------------------- | ------------------ | ------------------------------------------- |
| Chauffailles (bureau centralisateur) | 71120      | CC La Clayette Chauffailles en Brionnais | 22,63            | 3 656 (2022)                      | 162                | modifier les données · modifier les données |
| Amanzé                               | 71006      | CC La Clayette Chauffailles en Brionnais | 11,29            | 195 (2022)                        | 17                 | modifier les données · modifier les données |
| Anglure-sous-Dun                     | 71008      | CC La Clayette Chauffailles en Brionnais | 7,00             | 146 (2022)                        | 21                 | modifier les données · modifier les données |
| Baudemont                            | 71022      | CC La Clayette Chauffailles en Brionnais | 7,97             | 627 (2022)                        | 79                 | modifier les données · modifier les données |
| Bois-Sainte-Marie                    | 71041      | CC La Clayette Chauffailles en Brionnais | 2,69             | 185 (2022)                        | 69                 | modifier les données · modifier les données |
| Briant                               | 71060      | CC du Canton de Semur-en-Brionnais       | 13,31            | 230 (2022)                        | 17                 | modifier les données · modifier les données |
| La Chapelle-sous-Dun                 | 71095      | CC La Clayette Chauffailles en Brionnais | 8,51             | 432 (2022)                        | 51                 | modifier les données · modifier les données |
| Chassigny-sous-Dun                   | 71110      | CC La Clayette Chauffailles en Brionnais | 13,28            | 558 (2022)                        | 42                 | modifier les données · modifier les données |
| Châteauneuf                          | 71113      | CC La Clayette Chauffailles en Brionnais | 1,34             | 89 (2022)                         | 66                 | modifier les données · modifier les données |
| Châtenay                             | 71116      | CC La Clayette Chauffailles en Brionnais | 8,07             | 168 (2022)                        | 21                 | modifier les données · modifier les données |
| La Clayette                          | 71133      | CC La Clayette Chauffailles en Brionnais | 3,12             | 1 596 (2022)                      | 512                | modifier les données · modifier les données |
| Coublanc                             | 71148      | CC La Clayette Chauffailles en Brionnais | 8,76             | 839 (2022)                        | 96                 | modifier les données · modifier les données |
| Curbigny                             | 71160      | CC La Clayette Chauffailles en Brionnais | 9,64             | 306 (2022)                        | 32                 | modifier les données · modifier les données |
| Fleury-la-Montagne                   | 71200      | CC du Canton de Semur-en-Brionnais       | 8,75             | 722 (2022)                        | 83                 | modifier les données · modifier les données |
| Gibles                               | 71218      | CC La Clayette Chauffailles en Brionnais | 19,66            | 569 (2022)                        | 29                 | modifier les données · modifier les données |
| Iguerande                            | 71238      | CC du Canton de Semur-en-Brionnais       | 21,43            | 1 001 (2022)                      | 47                 | modifier les données · modifier les données |
| Ligny-en-Brionnais                   | 71259      | CC du Canton de Semur-en-Brionnais       | 15,94            | 379 (2022)                        | 24                 | modifier les données · modifier les données |
| Mailly                               | 71271      | CC du Canton de Semur-en-Brionnais       | 5,47             | 147 (2022)                        | 27                 | modifier les données · modifier les données |
| Mussy-sous-Dun                       | 71327      | CC La Clayette Chauffailles en Brionnais | 10,00            | 330 (2022)                        | 33                 | modifier les données · modifier les données |
| Oyé                                  | 71337      | CC du Canton de Semur-en-Brionnais       | 18,38            | 290 (2022)                        | 16                 | modifier les données · modifier les données |
| Saint-Bonnet-de-Cray                 | 71393      | CC du Canton de Semur-en-Brionnais       | 22,41            | 508 (2022)                        | 23                 | modifier les données · modifier les données |
| Saint-Christophe-en-Brionnais        | 71399      | CC du Canton de Semur-en-Brionnais       | 15,07            | 513 (2022)                        | 34                 | modifier les données · modifier les données |
| Saint-Didier-en-Brionnais            | 71406      | CC du Canton de Semur-en-Brionnais       | 11,34            | 122 (2022)                        | 11                 | modifier les données · modifier les données |
| Saint-Edmond                         | 71408      | CC La Clayette Chauffailles en Brionnais | 10,38            | 426 (2022)                        | 41                 | modifier les données · modifier les données |
| Saint-Igny-de-Roche                  | 71428      | CC La Clayette Chauffailles en Brionnais | 7,94             | 776 (2022)                        | 98                 | modifier les données · modifier les données |
| Saint-Julien-de-Jonzy                | 71434      | CC du Canton de Semur-en-Brionnais       | 22,66            | 337 (2022)                        | 15                 | modifier les données · modifier les données |
| Saint-Laurent-en-Brionnais           | 71437      | CC La Clayette Chauffailles en Brionnais | 12,98            | 325 (2022)                        | 25                 | modifier les données · modifier les données |
| Saint-Martin-de-Lixy                 | 71451      | CC La Clayette Chauffailles en Brionnais | 4,19             | 92 (2022)                         | 22                 | modifier les données · modifier les données |
| Saint-Maurice-lès-Châteauneuf        | 71463      | CC La Clayette Chauffailles en Brionnais | 10,84            | 595 (2022)                        | 55                 | modifier les données · modifier les données |
| Saint-Racho                          | 71473      | CC La Clayette Chauffailles en Brionnais | 10,57            | 150 (2022)                        | 14                 | modifier les données · modifier les données |
| Saint-Symphorien-des-Bois            | 71483      | CC La Clayette Chauffailles en Brionnais | 10,65            | 412 (2022)                        | 39                 | modifier les données · modifier les données |
| Sainte-Foy                           | 71415      | CC du Canton de Semur-en-Brionnais       | 8,30             | 143 (2022)                        | 17                 | modifier les données · modifier les données |
| Sarry                                | 71500      | CC du Canton de Semur-en-Brionnais       | 9,67             | 95 (2022)                         | 9,8                | modifier les données · modifier les données |
| Semur-en-Brionnais                   | 71510      | CC du Canton de Semur-en-Brionnais       | 15,56            | 608 (2022)                        | 39                 | modifier les données · modifier les données |
| Tancon                               | 71533      | CC La Clayette Chauffailles en Brionnais | 9,48             | 556 (2022)                        | 59                 | modifier les données · modifier les données |
| Vareilles                            | 71553      | CC La Clayette Chauffailles en Brionnais | 8,62             | 279 (2022)                        | 32                 | modifier les données · modifier les données |
| Varenne-l'Arconce                    | 71554      | CC du Canton de Semur-en-Brionnais       | 8,30             | 111 (2022)                        | 13                 | modifier les données · modifier les données |
| Varennes-sous-Dun                    | 71559      | CC La Clayette Chauffailles en Brionnais | 17,76            | 525 (2022)                        | 30                 | modifier les données · modifier les données |
| Vauban                               | 71561      | CC La Clayette Chauffailles en Brionnais | 13,63            | 236 (2022)                        | 17                 | modifier les données · modifier les données |
| Canton de Chauffailles               | 7110       |                                          | 447,59           | 19 274 (2022)                     | 43                 | modifier les données                        |

## Démographie

### Démographie avant 2015
| 1962  | 1968  | 1975  | 1982  | 1990  | 1999  | 2006  | 2011  | 2012  |
| ----- | ----- | ----- | ----- | ----- | ----- | ----- | ----- | ----- |
| 8 323 | 8 445 | 8 741 | 8 800 | 8 410 | 8 243 | 8 331 | 8 362 | 8 295 |

### Démographie depuis 2015
En 2022, le canton comptait 19 274 habitants, en évolution de −1,44 % par rapport à 2016 (Saône-et-Loire : −1,06 %, France hors Mayotte : +2,11 %).
| 2013   | 2018   | 2022   |
| ------ | ------ | ------ |
| 19 638 | 19 379 | 19 274 |